# 43 (число)
43 (сорок три) — натуральное число, расположенное между числами 42 и 44.

## Математика
- 14-е простое число.
- 43 — простое число Якобсталя[1].
- 243 = 8796093022208
- 4343 ≈ 1.73×1070
- между 28 и 29 43 простых числа.
- 4-е центрированное семиугольное число.

## Наука
- Атомный номер технеция

## В других областях
- 43 год; 43 год до н. э., 1943 год.
- ASCII —  код символа «+».[2]
- 43 — код субъекта Российской Федерации и код ГИБДД-ГАИ Кировской области.
- Лунное число в романе Виктора Пелевина «Числа», приносящее несчастье главному герою.  Другим несчастным для главного героя числом было 29.  Солнечным числом, приносившим ему счастье, было 34.
- +43 — международный телефонный код Австрии.
- Т-43 — советский опытный средний танк периода Второй мировой войны.[3]
- Любую конфигурацию головоломки «Игра в 15» можно перевести в начальную конфигурацию не более чем за 43 «длинных хода», где под «длинным ходом» понимается одновременное перемещение от одной до трёх плиток в одном и том же направлении[4].
- 43 — так называется первая песня группы Mushroomhead.[5]
- 43 — является одним из ключевых чисел в визуальной новелле "Амальгаммы"
- Под номером 43 выступал Кен Блок